# Elymnias thycana
Elymnias thycana är en fjärilsart som beskrevs av Wallace 1869. Elymnias thycana ingår i släktet Elymnias och familjen praktfjärilar. Inga underarter finns listade i Catalogue of Life.